# Commissaire européen à la Recherche

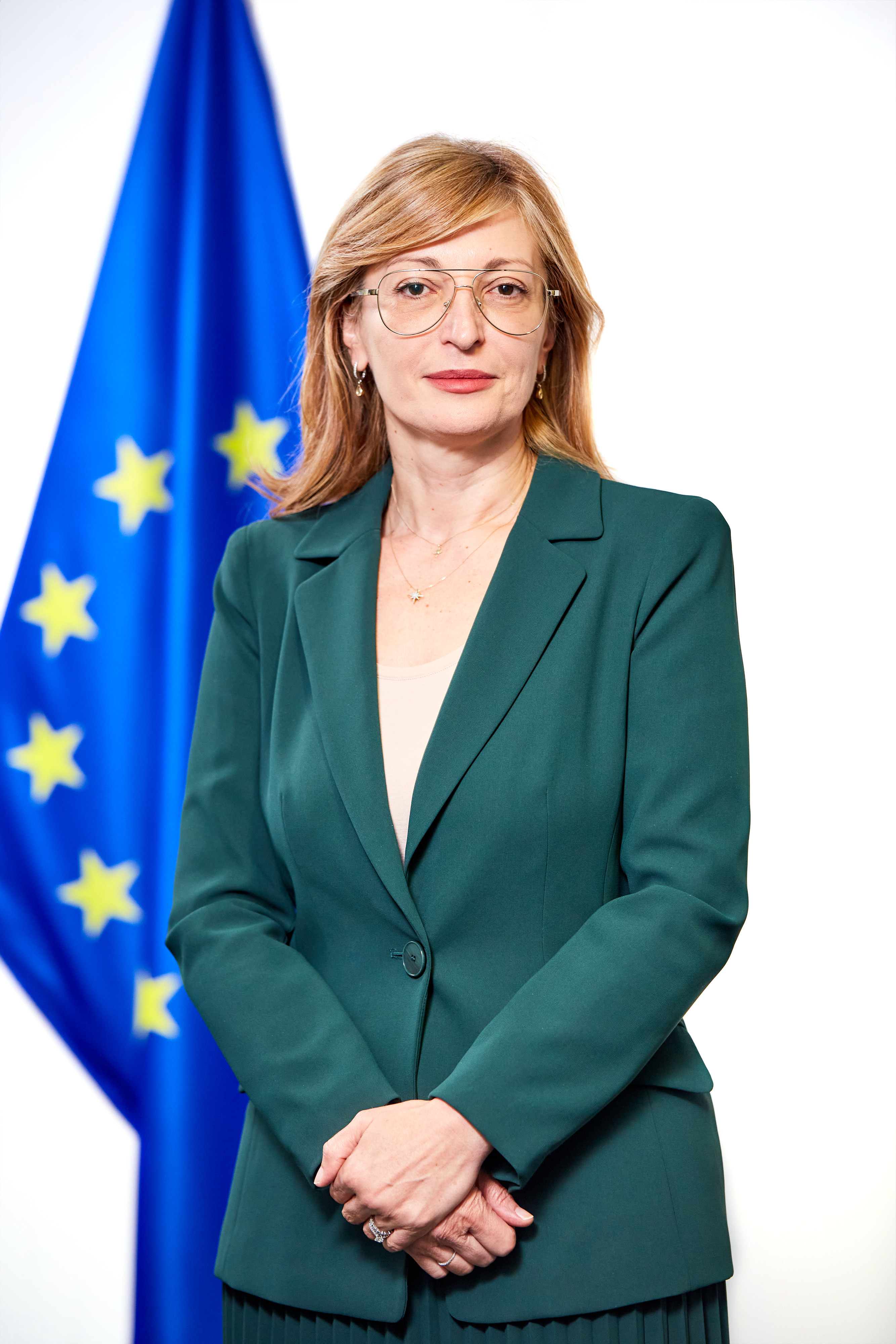
Ekaterina Zakharieva, actuelle commissaire

Le commissaire européen aux Start-ups, à la Recherche et à l'Innovation est un membre de la Commission européenne, actuellement Ekaterina Zakharieva.

## Liste
| Titre                                                                                | Titulaire                        | Mandat                                | Commission       |
| ------------------------------------------------------------------------------------ | -------------------------------- | ------------------------------------- | ---------------- |
| Recherche et Énergie nucléaire (vice-président)                                      | Fritz Hellwig                    | 7 juillet 1967 – 30 juin 1970         | Rey              |
|                                                                                      |                                  |                                       |                  |
| Recherche, Science et Éducation                                                      | Ralf Gustav Dahrendorf           | 6 janvier 1973 – 5 janvier 1977       | Ortoli           |
| Recherche, Science, Éducation et Énergie                                             | Guido Brunner                    | 6 janvier 1977 – 6 janvier 1981       | Jenkins          |
|                                                                                      |                                  |                                       |                  |
| Industrie, Technologies de l'information, Science et Recherche (vice-président)      | Karl-Heinz Narjes                | 6 janvier 1985 – 6 janvier 1989       | Delors I         |
| Science, Recherche, Développement, Télécommunications et Innovation (vice-président) | Filippo Maria Pandolfi           | 6 janvier 1989 – 1er janvier 1993     | Delors II        |
| Science, Recherche et Développement technologique                                    | Antonio Ruberti                  | 1er janvier 1993 – 23 janvier 1995    | Delors III       |
| Recherche, Science et Technologie                                                    | Édith Cresson                    | 23 janvier 1995 – 16 septembre 1999   | Santer Marín     |
| Recherche                                                                            | Philippe Busquin                 | 16 septembre 1999 – 11 juin 2004      | Prodi            |
| Recherche                                                                            | Louis Michel                     | 11 juin 2004 – 22 novembre 2004       | Prodi            |
| Science et Recherche                                                                 | Janez Potočnik                   | 22 novembre 2004 – 10 février 2010    | Barroso I        |
| Recherche, Innovation et Sciences                                                    | Máire Geoghegan-Quinn            | 10 février 2010 – 1er novembre 2014   | Barroso II       |
| Recherche, Science et Innovation                                                     | Carlos Moedas                    | 1er novembre 2014 – 1er décembre 2019 | Juncker          |
| Innovation, Recherche, Culture, Éducation et Jeunesse                                | Mariya Gabriel                   | 1er décembre 2019 – 15 mai 2023       | Von der Leyen I  |
| Innovation et Recherche                                                              | Margrethe Vestager (par intérim) | 15 mai 2023 – 19 septembre 2023       | Von der Leyen I  |
| Innovation, Recherche, Culture, Éducation et Jeunesse                                | Iliana Ivanova                   | 19 septembre 2023 – 1er décembre 2024 | Von der Leyen I  |
| Start-ups, Recherche et Innovation                                                   | Ekaterina Zakharieva             | depuis le 1er décembre 2024           | Von der Leyen II |